# Полет 41 на „Тауър Еър“
Полет 41 на „Тауър Еър“ е редовен вътрешен пътнически полет от международното летище „Джон Ф. Кенеди“, Ню Йорк, Ню Йорк, до международното летище „Маями“, Флорида, Маями, Съединените американски щати, управляван от „Тауър Еър“. На 20 декември 1995 г. самолетът „Боинг 747-136“, който изпълнява полета, излиза от пистата при опит за излитане от Ню Йорк, удря се в електрически трансформатор и спира на 1500 м от прага на писта 4L. При удара с трансформатора двигател № 4 се отделя от самолета, докато носовата стойка на предния колесник се счупва. Всички 468 души на борда оцеляват, но 25 са ранени.
Националният съвет за безопасност на транспорта публикува окончателния си доклад на 2 декември 1996 г. и обвинява капитана за преждевременното спиране на излитането, както и за прилагането на неподходящи действия от кормилния лост на носовото колело. Неадекватните процедури за хлъзгава писта за „Боинг 747“ и неточностите в симулаторите на този самолет също допринасят за инцидента.